# Jan Erss

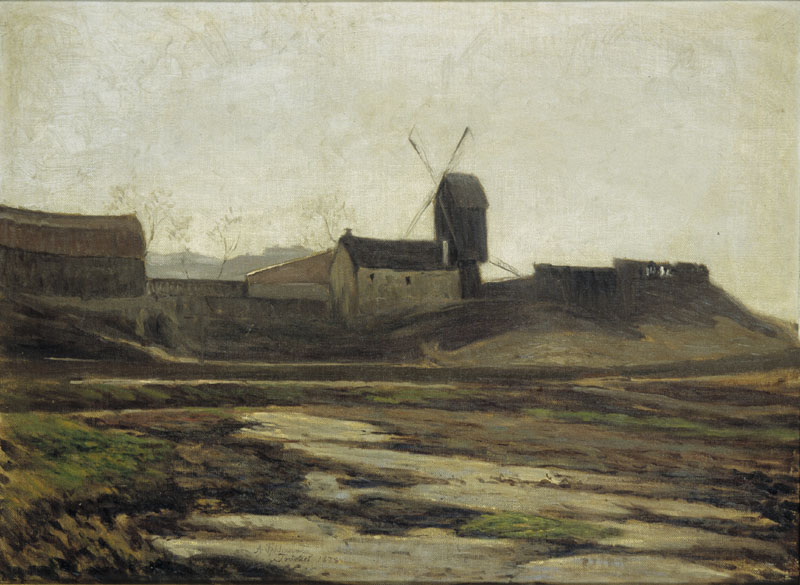
Kvarnen på Axel Fahlcrantz målning Träsket, mot väster, 1876

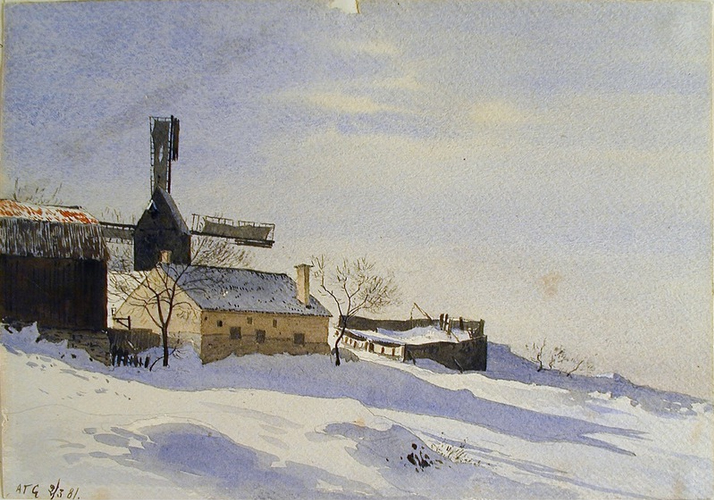
Kvarnen enligt Albert Theodor Gellerstedt, 1881

Jan Erss (även stavat Jan Ers), eller Pärlstickarkvarnen, var en väderkvarn vid nuvarande Rehnsgatan i Vasastan Stockholm, mellan kvarteren Roslagen och Grundläggaren. Kvarnen restes i slutet av 1600-talet, men revs på 1880-talet.

## Historik
År 1686 köpte bryggaråldermannen Johan Eriksson Rehn en stor trädgård i området. På några år utvidgade han ägorna så att de sträckte sig mellan Tullportsgatan (nuvarande Döbelnsgatan) och sjön Träsket. Rehn lät resa en kvarn som på Petrus Tillaeus karta från 1733 kallas Jan Erss, efter byggherren. Möjligtvis kan det finnas något samband mellan denna kvarn och Johan Erssons kvarn som uppges låg "vid bergen på Norrmalm", mer är inte känd.
Jan Erss var en så kallad stubbkvarn, som betyder att hela kvarnhuset kan vridas till rätt vindriktning, och stod på ett nära 10 meter högt berg på tomten.
Egendomen såldes 1725 till pärlstickaren Tobias Leij som gav namn åt den närliggande Pärlstickargränd., och kvarnen kom därmed även att kallas Pärlstickarkvarnen. Kvarnen kom sedan att utarrenderas till en mjölnare, och senare skiljas från själva malmgården genom en avstyckning. Mellan Jan Erss och det som senare kom att gå under namnet Gyllenborgska malmgården löpte Lilla Surbrunnsgatan tvärs genom kvartersstukturen. 
År 1835 köpte trädgårdsdirektören Johan Petter Wennström egendomen, som då förutom kvarnen omfattade bostadshus och ekonomibyggnader och ett tunnland jord. Därtill fanns en hästkvarn med två stenar. Wennström skapade en trädgårdsanläggning med växthus som var en av Stockholms förnämsta och föremål för allmän uppmärksamhet. Man skall särskilt ha beundrat Wennströms kamelior, som var något av en modeblomma vid denna tiden.
Kvarnen finns utmärkt på Alfred Rudolf Lundgrens stockholmskarta från 1885, men den revs 1884. På platsen uppfördes Norra Real 1888-91.